# SN 2007ne
SN 2007ne – supernowa typu Ia odkryta 8 października 2007 roku w galaktyce A005402+0104. W momencie odkrycia miała maksymalną jasność 22,20m.